# Ella Masar
Ella Masar (Urbana, Illinois, 3 april 1986) is een Amerikaans voetbalster. Ze verruilde in 2014 Chicago Red Stars voor Houston Dash. Masar debuteerde in 2009 in het Amerikaans voetbalelftal.

## Clubcarrière
| Jaar        | Club                          |
| ----------- | ----------------------------- |
| 2004        | Windy City Bluez              |
| 2005 - 2006 | Chicago Gaels                 |
| 2007        | Vancouver Whitecaps           |
| 2008        | Washington Freedom            |
| 2009 - 2010 | Chicago Red Stars             |
| 2011        | magicJack                     |
| 2011-2012   | Paris Saint-Germain Féminines |
| 2013        | Chicago Red Stars             |
| 2014-2015   | Houston Dash                  |
| 2016-       | FC Rosengård                  |